# چن یانگ (بازیکن هاکی روی چمن)
چن یانگ (چینی: 陈阳؛ زادهٔ ۱۵ فوریهٔ ۱۹۹۷) بازیکن هاکی روی چمن اهل چین است.